# Achalinus ater
Achalinus ater är en ormart som beskrevs av Bourret 1937. Achalinus ater ingår i släktet Achalinus och familjen snokar. IUCN kategoriserar arten globalt som livskraftig. Inga underarter finns listade i Catalogue of Life.
Arten förekommer i provinserna Guizhou och Guangxi i Kina samt i norra Vietnam. Honor lägger ägg.